# Oro: Grandes éxitos
Oro: Grandes éxitos es una compilación de éxitos en español del grupo sueco ABBA, en el cual se agrupan los quince temas grabados por el grupo en español. Estas grabaciones provienen de los años 1973, 1979, 1980 y 1981. Se puede considerar que es la nueva versión de su antiguo LP Gracias por la música.

## Historia del álbum
Con el regreso de la popularidad de ABBA a principios de los 90s, Polydor Records de Estados Unidos decidió lanzar una compilación de los temas grabados en español por el grupo, la cual fue publicada primeramente el 24 de septiembre de 1993. Este álbum contenía las mismas pistas del LP Gracias por la música lanzado por el grupo a comienzos de 1980.
Al igual que ABBA Gold, este álbum tuvo un sucesor que fue llamado ABBA Más Oro y que fue publicado en 1994. La nueva compilación contenía cinco canciones cantadas en inglés, más otros cinco temas en español: las cuatro canciones que aparecieron en las versiones hispanas de los discos Super Trouper y The Visitors. Además contenía la versión en español de "Ring-Ring", la cual había sido grabada en 1973, pero había permanecido oculta por 21 años en los archivos de Polar Music.
Finalmente en 1999, ABBA Oro fue relanzado con los autógrafos en la portada y un nuevo diseño. Este álbum ya contenía las quince canciones que ABBA interpretó en español, y es la versión del disco que actualmente se encuentra disponible y que el sitio oficial del grupo considera como oficial.

### Lanzamientos
| País           | Año  | Formato | N.º de Catálogo       | Comentarios               |
| -------------- | ---- | ------- | --------------------- | ------------------------- |
| Estados Unidos | 1993 | CD      | Polydor 314 519 955-2 | Versión original          |
| Estados Unidos | 1994 | CD      | Polydor 314 523 365-2 | ABBA Más Oro              |
| Estados Unidos | 1999 | CD      | Polydor 543 129-2     | Versión completa y actual |

## Lista de temas

### Original (1992)
| N.º   | Título                                                                                          | Escritor(es)                                                                   | Duración |  |
| 1.    | «Fernando (Español)» (de Arrival 1976)                                                          | Benny Andersson, Stig Anderson, Björn Ulvaeus, Buddy McCluskey, Mary McCluskey | 4:17     |  |
| 2.    | «Chiquitita (Español)» (de Voulez-Vous, 1979)                                                   | Benny Andersson, Björn Ulvaeus, Buddy McCluskey, Mary McCluskey                | 5:26     |  |
| 3.    | «Gracias Por La Música» (Thank You For The Music, de The Album, 1977)                           | Benny Andersson, Björn Ulvaeus, Buddy McCluskey, Mary McCluskey                | 3:50     |  |
| 4.    | «La Reina del Baile» (Dancing Queen, de Arrival, 1976)                                          | Benny Andersson, Stig Anderson, Björn Ulvaeus, Buddy McCluskey, Mary McCluskey | 4:02     |  |
| 5.    | «Al Andar» (Move On, de The Album , 1977)                                                       | Benny Andersson, Stig Anderson, Björn Ulvaeus, Buddy McCluskey, Mary McCluskey | 4:44     |  |
| 6.    | «Dame, dame, dame» (Gimme! Gimme! Gimme! (A Man After Midnight), de Greatest Hits Vol. 2, 1979) | Benny Andersson, Björn Ulvaeus, Buddy McCluskey, Mary McCluskey                | 4:51     |  |
| 7.    | «Estoy Soñando» (I Have A Dream, de Voulez-Vous, 1979)                                          | Benny Andersson, Björn Ulvaeus, Buddy McCluskey, Mary McCluskey                | 4:38     |  |
| 8.    | «Mamma Mia (Español)» (de ABBA, 1975)                                                           | Benny Andersson, Stig Anderson, Björn Ulvaeus, Buddy McCluskey, Mary McCluskey | 3:34     |  |
| 9.    | «Hasta Mañana» (de Waterloo, 1974)                                                              | Benny Andersson, Stig Anderson, Björn Ulvaeus, Buddy McCluskey, Mary McCluskey | 3:09     |  |
| 10.   | «Conociéndome, Conociéndote» (Knowing Me, Knowing You, de Arrival, 1976)                        | Benny Andersson, Björn Ulvaeus, Buddy McCluskey, Mary McCluskey                | 4:04     |  |
| 61:50 |                                                                                                 |                                                                                |          |  |

| Bonus Tracks 1999 |                                                                             |                                                                 |          |  |
| N.º               | Título                                                                      | Escritor(es)                                                    | Duración |  |
| 11.               | «Felicidad» (Happy New Year, de Super Trouper, 1980)                        | Benny Andersson, Björn Ulvaeus, Buddy McCluskey, Mary McCluskey | 4:24     |  |
| 12.               | «Andante, Andante» (de Super Trouper, 1980)                                 | Benny Andersson, Björn Ulvaeus, Buddy McCluskey, Mary McCluskey | 4:39     |  |
| 13.               | «Se Me Está Escapando» (Slipping Through My Fingers, de The Visitors, 1981) | Benny Andersson, Björn Ulvaeus, Buddy McCluskey, Mary McCluskey | 3:52     |  |
| 14.               | «No Hay A Quien Culpar» (When All Is Said And Done, de The Visitors, 1981)  | Benny Andersson, Björn Ulvaeus, Buddy McCluskey, Mary McCluskey | 3:13     |  |
| 15.               | «Ring Ring (Español)» (de Ring Ring, 1973)                                  | Benny Andersson, Stig Anderson, Björn Ulvaeus, Doris Band       | 3:00     |  |

- Nota: «La Reina del Baile», originalmente fue llamada «Reina Danzante» en el álbum Gracias por la música, pero le fue cambiado el nombre cuando fue relanzada en este álbum.

## Recepción

### Listas de popularidad
ABBA Oro entró a las listas de popularidad sólo en México y Estados Unidos. En México, la versión original de 1992 llegó hasta el número ocho, mientras su relanzamiento se ubicó en la posición número cinco. En Estados Unidos, el álbum ha hecho sólo dos apariciones en dos distinitas listas de música en español de la revista Billboard.
| Lista                                | Posición |
| ------------------------------------ | -------- |
| Lista de Álbumes en Español          | 5        |
| E.U. Billboard Latin Pop Álbum Chart | 15       |
| E.U. Billboard Latin Álbum Chart     | 38       |

### Ventas y certificaciones
ABBA Oro fue bien recibido por el mercado hispano, donde logró vender más de 750,000 copias. Pese al elevado número de copias vendidas, ABBA Oro sólo ha recibido dos certificaciones, debido a que las cifras de ventas son dadas principalmente por Universal Music y la revista ABBA Express.
| País  | Certificación | Ventas  |
| ----- | ------------- | ------- |
| ABDP  | Oro           | 150 000 |
| CAPIF | Oro           | 30 000  |